# Need for Speed: Porsche 2000
Need for Speed: Porsche Unleashed, även kallad Need for Speed: Porsche 2000 i Europa, är ett racingspel och det femte spelet i spelserien Need for Speed. Spelet utvecklades av EA Canada och släpptes år 2000 till PC och flera spelkonsoler. Skillnaden mot andra tidigare- och senare spel i serien är att detta spel enbart fokuserar på bilar från Porsche. Spelet är därmed känt för sin omfattande information om dessa bilar. 

## Handling
Spelet utspelar sig på olika banor och miljöer i Europa. Utvecklaren tillbringade mycket arbete på att få bilarnas detaljer- och spelfysiken att bli så bra som möjligt och därför liknar spelet en simulator.